# Turn Me On (David Guetta)
Turn Me On is een single van de Franse dj David Guetta met de Trinidadiaans-Amerikaanse rapper Nicki Minaj uit 2011. Het stond in hetzelfde jaar als derde track op de album Nothing but the Beat van David Guetta.

## Achtergrond
Turn Me On is geschreven door David Guetta, Giorgio Tuinfort, Esther Dean en Onika Maraj en geproduceerd door David Guetta en Giorgio Tuinfort. In het seksueel getinte lied zijn alle vocalen van Nicki Minaj, waar zij op eerdere nummers vooral rap verzorgde. Volgens Guetta zorgde dit ervoor dat ze daardoor meer op nummers begon te zingen en ze daardoor van een hele goed rapper naar een van de beste popsterren van de wereld ging. In de muziekvideo van het lied speelt David Guetta een wetenschapper en bouwt hij Nicki Minaj, die een robot speelt. Het nummer was een wereldwijde hit met de hoogste notering de  tweede plek in Nieuw-Zeeland. In het Nederlands taalgebied was het ook in de hitlijsten te vinden met een tiende plek in Wallonië, een 23e plek in Vlaanderen, een 26e positie in de Nederlandse Top 40 en een 68 plaats in de Single Top 100.